# Pacific Coast Championships 1981
Il Pacific Coast Championships 1981 è stato un torneo di tennis giocato sul sintetico indoor. È stata la 92ª edizione del Pacific Coast Championships, che fa parte del Volvo Grand Prix 1981. Si è giocato a San Francisco negli Stati Uniti, dal 21 al 27 settembre 1981.

## Campioni

### Singolare
Eliot Teltscher ha battuto in finale  Brian Teacher con il punteggio di 6–3, 7–6

### Doppio
Peter Fleming /  John McEnroe hanno battuto in finale  Mark Edmondson /  Sherwood Stewart con il punteggio di 6–2, 6–2